# Gertrud Fusseneggerová
Gertruda Fusseneggerová (8. května 1912 Plzeň – 19. března 2009 Linec) byla rakouská spisovatelka.

## Život
Narodila se jako dcera důstojníka c. a k. armády Emila Fusseneggera. Maturovala roku 1930 v Plzni, poté studovala historické vědy, dějiny umění a filozofii na univerzitách v Innsbrucku a Mnichově. Roku 1934 promovala a získala titul Dr. phil. Z prvního manželství se sochařem Elmarem Dietzem měla čtyři děti (Ricarda, Traudi, Dorothea a Raimund), z druhého manželství se sochařem Aloisem Dornem syna Lukase. Od roku 1961 žila v Linci. Byla členkou rakouského PEN-klubu a řady dalších kulturních institucí.

## Dílo
Jde o autorku historických a společenských próz. Její raná díla se řadí k oficiální literatuře Třetí říše (Mohrenlegende; Böhmische Verzauberungen). Poválečná tvorba je ovlivněna především katolickou spiritualitou (Das Haus der dunklen Krüge; Zeit des Raben, Zeit der Taube; Bibelgeschichten).

## Nacistická kontroverze
Zosobňuje dějiny rakouského nacismu a antisemitismu. Už roku 1933 vstoupila do rakouské pobočky NSDAP. Když na jaře roku 1934 zazpívala na demonstraci v Innsbrucku nacistickou píseň Vlajku vzhůru a doprovodila ji pozdravem Sieg Heil!, byla odsouzena k zaplacení pokuty. Od roku 1935 byla členkou rakouské nacistické mládeže. Po anšlusu Rakouska vstoupila znovu do NSDAP a složila oslavnou píseň na Adolfa Hitlera Stimme der Ostmark. Její tvorba z 30. a 40. let, adorující nacistickou ideologii a propojující temný antisemitismus s rigidní katolickou vírou, byla po roce 1945 vyloučena z rakouské literatury. Do konce života se od svých antisemitských názorů nedistancovala. Její knihy patří mezi oblíbenou četbu rakouských neonacistů.